# Corps de logis

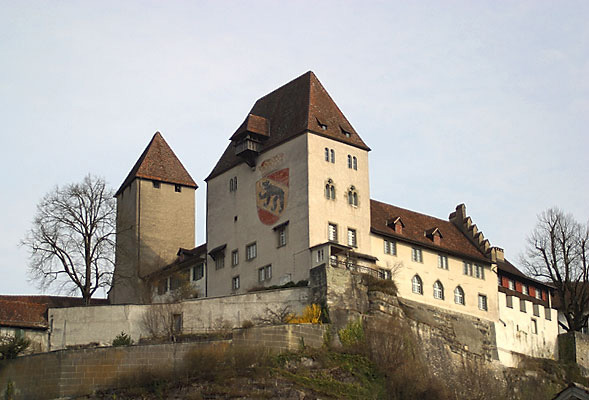
Corps de logis avec les armoiries de Berne dans un angle du château de Burgdorf.

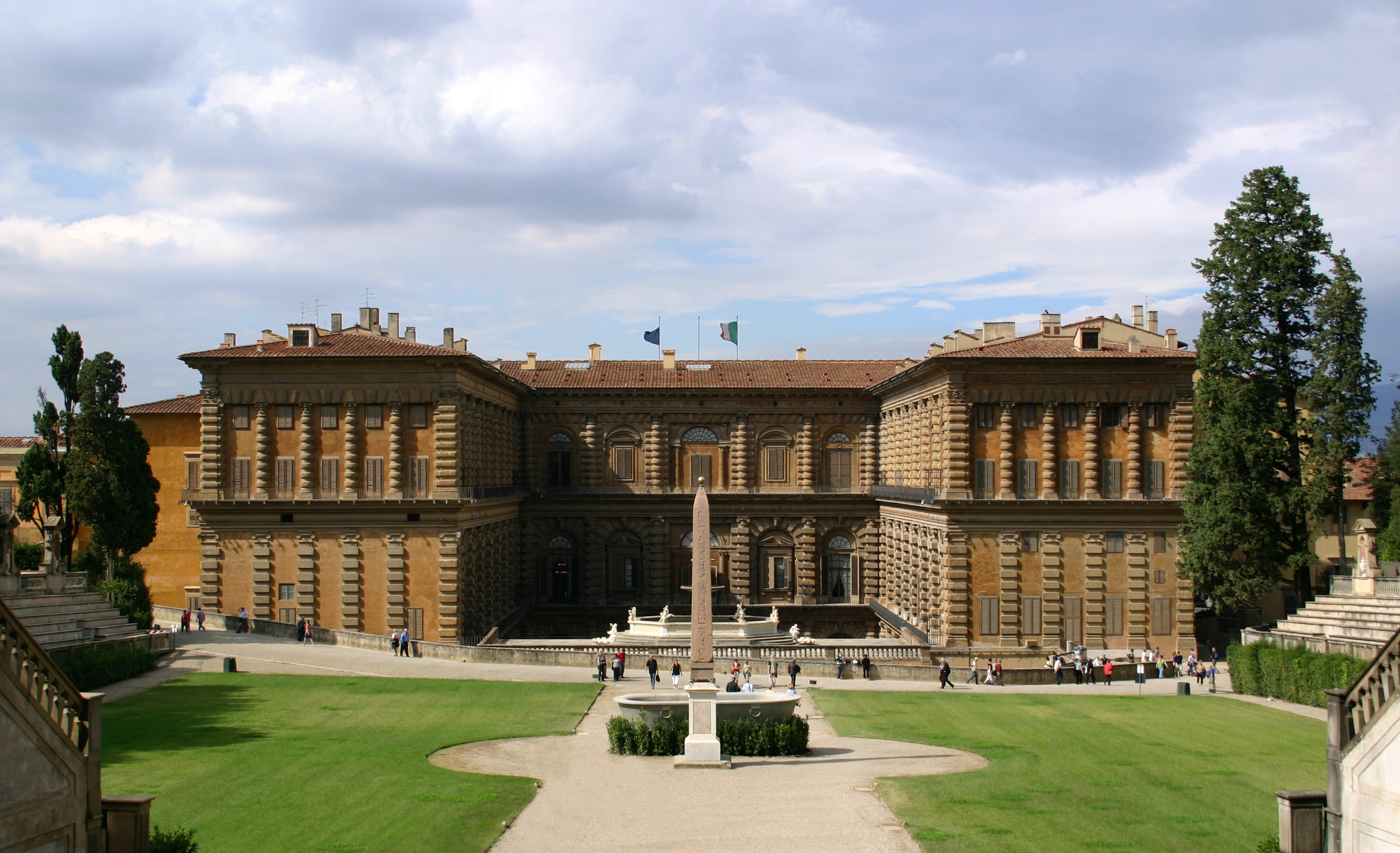
Corps de logis du palais Pitti avec une aile de chaque côté.

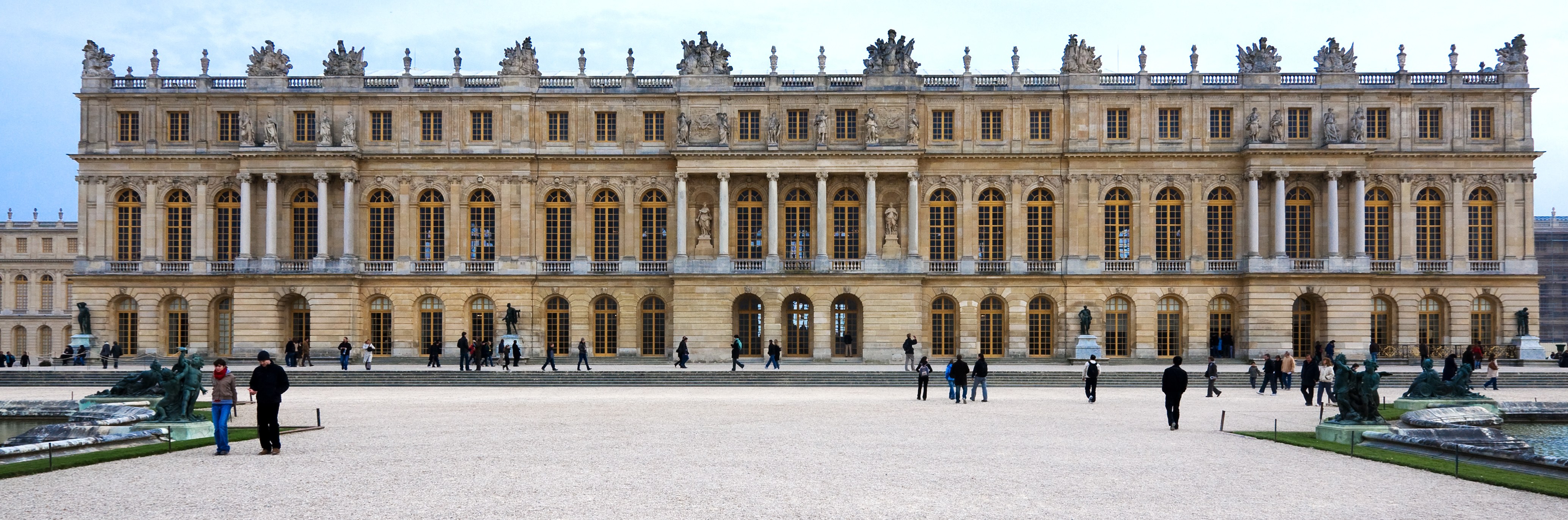
Corps de logis de Versailles en avancée sur le jardin.

Un corps de logis, appelé aussi corps principal, est un terme utilisé en général en architecture pour désigner le bâtiment principal ou central d'un édifice imposant traditionnel.
Dans la tradition de l'architecture de la demeure, le logis est la partie des bâtiments comportant les appartements des propriétaires. Ces appartements sont des espaces privés composés des pièces où chaque personne d'importance se retire de la société. Ces pièces sont marquées par un usage très spécialisé — y sont compris les boudoirs, les cabinets de toilette (les futures pièces humides) — alors que les autres pièces communes sont d'un usage plus polyvalent.
Le logement des personnes se fait selon leur rang dans les demeures nobles (par exemple, l'écurie est à l'origine le logement de l'écuyer qui porte l'écu et qui a la charge des chevaux).
Le corps de logis dans les demeures importantes contient tous les appartements conçus et les salles les plus importantes qui sont aussi des salles à manger, salons, chambres (salles de réunion). Les salles les plus élégantes dans le bâtiment sont souvent au premier étage (l’étage noble ou piano nobile des châteaux, manoirs ou palais).
La façade de ce corps de bâtiment est la façade principale puisque cette partie de l'édifice comporte l'entrée principale. Elle est fréquemment traitée avec soin puisque donnant l'apparat et on y trouve les avant-corps simulant parfois des pignons terminant des travées transversales non réelles avec des frontons en couronnement, et les arrière-corps, légers retraits marquant souvent l'entre-fenêtre des baies.
En fonction du style architectural des bâtiments après le Moyen Âge, des ailes — corps de bâtiment en prolongation ou disposés à l'équerre du corps principal, en général symétriques — peuvent être ajoutées aux extrémités suivant les époques et distinguer le corps central par leur mise en avant, notamment lorsqu'elles sont animées d'un léger ressaut et percées de baies régulières timbrées d'agrafes sculptées, de motifs décoratifs ou de têtes humaines (masques et mascarons). Elles peuvent aussi se prolonger en arrière (voir la distribution selon le plan choisi). Ces corps de bâtiment correspondent aussi bien à des dépendances qu'à des galeries d'apparat.
Quand l'ensemble contient une place bordée de bâtiments destinée à l'apparat des réceptions avec le corps de logis en fond, cette place s'appelle la cour d'honneur. Le jardin d'agrément (souvent à la française ou à l'italienne se situe derrière. Cette forme, cette disposition, est institutionnelle et a donné la forme répertoriée de l'espace théâtral que l'on appelle « entre cour et jardin ».
La plupart des bâtiments de l'époque classique en Europe possèdent un corps de logis (château de Versailles, palais Pitti, etc.) ainsi que les châteaux du Moyen Âge.